# John Propitius
John Propitius (* 1953 in Baarn) ist ein niederländischer Organist, Komponist und Chorleiter.

## Leben
Propitius studierte nach erstem Orgelunterricht bei Gijsbert Brinks und Jaap Zwart sen. am Konservatorium in Utrecht bei Nico van den Hooven und Jan Welmers. Seit seinem sechzehnten Lebensjahr war er Organist an der reformierten (calvinistischen) Kirche seiner Heimatgemeinde Baarn. 1977 wurde er Organist an der Oude Kerk in Barneveld, 1997 an der Reformierten Kirche in Driebergen. Aus gesundheitlichen Gründen stellte er seine Konzert-Tätigkeit 2009 ein, ist aber noch als Chorleiter in Soest, Hilversum und Amerongen tätig.
Bekannt ist er für seine Psalmen-Interpretationen und geistlichen Lieder. Er spielte verschiedene Schallplatten- und CD-Aufnahmen ein.

## Einspielungen
- John Propitius – Speelt Eigen Koraalbewerkingen Martinikerk (Bolsward) (JQZ Muziekprodukties, 1985)
- Een naam is onze hope (JQZ)
- John Propitius Improviseert (2004)
- Psalmen Rond Israel (Animato, 2008)

## Eigene Werke (im Druck)
- Introïtus und Toccata über Psalm 56 (Improvisationen, Teil 1)
- Aria über Psalm 121; Choralvorspiel „Als de Heiland zal verschijnen“; Meditation „Tien geboden des Heeren“ (Improvisationen, Teil 2)
- Meditation zu Psalm 141; Fantasie über Psalm 124 (Improvisationen, Teil 3)